# Ondřej Sláma
Ondřej Sláma (* 20. ledna 1969 Praha) je český onkolog a paliativní lékař, jeden z průkopníků paliativní medicíny v Česku.
Pochází z rodiny Jana a Jany Slámových, stavaře a středoškolské učitelky. Jeho sourozenci jsou Pavel Sivák, Petr Sláma a Marta Zikmundová. Vyrostl v Jeseníku a v Rýmařově.
Vystudoval Lékařskou fakultu Masarykovy univerzity. Pracuje na Masarykově onkologickém ústavu v Brně. Je předsedou České společnosti paliativní medicíny a spoluzakladatel neziskové organizace Cesta domů, která provozuje domácí hospic.
Je členem Českobratrské církve evangelické. Jeho bratr Petr Sláma je teolog, docent na Evangelické teologické fakultě Univerzity Karlovy. Manželka Ondřeje Slámy Regina je také paliativní lékařka.

## Ocenění
- Avast Foundation Award 2017 (spolu s Petrem Lokajem)[8]